# Reserva de fauna
Uma reserva de fauna é um tipo de área protegida brasileira, prevista na legislação que trata do Sistema Nacional de Unidades de Conservação (SNUC). Seu objetivo central é proteger populações de  espécies nativas de fauna terrestre e aquática, residente e migratória, e viabilizar estudos técnico-científicos a respeito do seu manejo econômico e sustentável. Assim como no caso de seus antecedentes parques de caça, até 2014 nenhuma reserva de fauna havia sido criada no país.

## Histórico
A categoria das reservas de fauna foi criada pela Lei n. 9.985 de 18 de julho de 2000, que estabelece o SNUC, como sucessora de um tipo de área protegida anteriormente presente no direito brasileiro, os chamados parques de caça.

## Características
As terras que compõem uma reserva de fauna devem ser de posse e domínio públicos, sendo que as áreas particulares incluídas em seus limites devem ser desapropriadas de acordo com o procedimento previsto pela lei brasileira. A visitação pública pode ser permitida, desde que compatível com os objetivos do parque e com aval do órgão responsável por sua administração. Embora ocupem na lei brasileira uma lacuna deixada pelos parques de caça, o regime de regulação das reservas de fauna não permite a realização de caça profissional ou amadora nesses espaços, e sim a realização de pesquisas e experimentos que busquem tornar economicamente viável a exploração comercial sustentável de espécies de fauna nativa. Consequentemente, em uma reserva de fauna os produtos dessas pesquisas e experimentos podem ser comercializados.